# Claude Allègre
Claude Jean Allègre, född 31 mars 1937 i Paris, död 4 januari 2025 i Paris, var en fransk geolog, geofysiker och politiker.
Allègre var från 1970 professor vid Paris universitet och var 1997–2000 fransk utbildnings- och forskningsminister. Han utvecklade avancerade metoder för att med hjälp av isotop- och spårelementsundersökningar åldersbestämma magnatiska bergarter och på grundval av sina studier utarbeta kvantitativa modeller för jordskorpans och mantelns utveckling. Tillsammans med Gerald J. Wasserburg mottog han 1986 Crafoordpriset inom ämnet isotopgeologi. Han tilldelades Wollastonmedaljen 1987.